# Marcel Gombert
 (août 2025).
Si vous disposez d'ouvrages ou d'articles de référence ou si vous connaissez des sites web de qualité traitant du thème abordé ici, merci de compléter l'article en donnant les références utiles à sa vérifiabilité et en les liant à la section « Notes et références ».
Pour l’article homonyme, voir Gombert (homonymie).
Marcel Jules Gombert, né le 1er mai 1895 à Aups et fusillé le 15 avril 1947 à Pessac, est un militaire d'extrême droite et milicien, adjoint de Joseph Darnand, ayant participé à la collaboration pendant l'Occupation nazie.

## Biographie
Il est petit, brun et massif d'allure. Il participe à la Première Guerre mondiale comme adjudant-chef des chasseurs alpins, où il fut décoré de la Médaille militaire et de la Croix de guerre. Marié à une femme riche (elle possède des vignobles dans le Bordelais), il ne travaille qu'à l'occasion. Marcel Gombert est véritablement l'homme lige de Darnand, qu'il ne quitte guère durant l'Occupation. Il a rencontré ce dernier par l'intermédiaire de Félix Agnély à la fin des années 1920. Gombert fait évader Darnand du camp de prisonniers de Pithiviers en 1940, après l'armistice.
Membre fondateur du Service d'ordre légionnaire (SOL) avec Jean Bassompierre et Pierre Gallet, il en est chef pour le département des Alpes-Maritimes. Chef du Service de sécurité de la Milice, puis aussi du 2e service après la nomination de Jean Degans à la tête des RG en avril 1944. 
Il fuit en Allemagne en août 1944, et est nommé chef de l'Organisation technique (opérations de sabotage). Il passe en Italie du nord pour lutter contre les partisans antifascistes. Capturé et ramené en France, il est condamné à mort par la Cour de justice de Bordeaux le 16 octobre 1946. Le Gouvernement provisoire de la République française rejette son recours en grâce, puis le Conseil d’État refuse de se prononcer sur l'exercice du droit de grâce (Conseil d’État, 28 mars 1947, n°88.921, Lebon p. 138). Marcel Gombert est fusillé en avril 1947.